# 10000000 (عدد)
عشرة ملايين  أو عشرة بالاف (10,000,000) هو  عدد طبيعي يأتي بعد 9999999 وقبل 10000001.

## في الرياضيات
- في الكتابة العلمية يكتب بطريقة 107.
- في جنوب آسيا، يعرف بي  كرور.

## الأعداد التي بين (10000001–99999999)
- 10077696 = 69
- 11485154 – عدد ماركوف
- 11881376 = 265
- 13782649 – عدد ماركوف
- 11390625 = 156
- 14348907 = 315
- 14930352 – عدد فيبوناتشي
- 17210368 = 285
- 19487171 = 117
- 20031170 – عدد ماركوف
- 20511149 = 295
- 21531778 – عدد ماركوف
- 24137569 = 176
- 24157817 – , عدد ماركوف
- 24300000 = 305
- 27644437 – عدد بيل
- 28629151 = 315
- 33550336 – عدد مثالي
- 33554432 = 225 –
- 34012224 = 186
- 35831808 = 127
- 38613965 – عدد بيل، عدد ماركوف
- 39135393 = 335
- 39916800 = 11!
- 40353607 = 79
- 43046721 = 316
- 45435424 = 345
- 46656000 = 3603
- 47045881 = 196
- 48828125 = 511
- 48928105 – عدد ماركوف
- 52521875 = 355
- 60466176 – 610
- 62748517 = 137
- 67108864 = 226
- 69343957 = 375
- 79235168 = 385
- 85766121 – 216
- 87539319 – عدد تاكسيكاب
- 90224199 = 395
- 93222358 – عدد بيل
- 94418953 – عدد ماركوف